# 1204
Năm 1204 là một năm trong lịch Julius.

## Mất
- Trát Mộc Hợp